# روجر إيلي
روجر إيلي (بالإنجليزية: Roger Eli)‏ هو لاعب كرة قدم بريطاني، ولد في 11 سبتمبر 1965 في برادفورد في المملكة المتحدة. لعب مع سكونثورب يونايتد وكامبريدج يونايتد وليدز يونايتد ونادي بارتيك ثيسل ونادي برادفورد بارك أفنيو ونادي بوري ونادي بيرنلي ونادي كرو ألكساندرا ونادي يورك سيتي ووولفرهامبتون واندررز.